# Општина Оштра Лука
Општина Оштра Лука (раније Српски Сански Мост) је општина у Републици Српској, БиХ. Сједиште општине се налази у насељеном мјесту Оштра Лука. На попису становништва 2013. године општина Оштра Лука је имала 2.705 становника према подацима Републичког завода за статистику, а према подацима Агенције за статистику Босне и Херцеговине општина Оштра Лука је имала 2.786 становника.

## Насељена мјеста
Подручје општине Оштра Лука се простире на територији од 204,9 км2 и чине насељена мјеста: Батковци*, Будимлић Јапра, Гаревица, Горња Козица*, Доња Козица*, Горња Трамошња*, Доња Трамошња*, Дуге Њиве, Зенковићи*, Копривна*, Марини, Мркаљи*, Овањска, Оштра Лука, Подвидача*, Сасина*, Слатина*, Стара Ријека*, Трнова*, Хадровци*, Халиловци, Хазићи, Усорци и Шкрљевита*.
Дијелови пријератних насељених мјеста Батковци, Горња Козица, Доња Козица, Горња Трамошња, Доња Трамошња, Хадровци, Копривна, Мркаљи, Подвидача, Сасина, Слатина, Стара Ријека, Шкрљевита и Трнова припадају Федерацији Босне и Херцеговине, тј. федералној општини Сански Мост.
Општина Оштра Лука је формирана од дијела пријератне општине Сански Мост, који је у саставу Федерације Босне и Херцеговине.

## Историја
Општина је настала од једног дијела некадашње општине Сански Мост. Раније је носила назив Српски Сански Мост, али по одлукама уставног суда БиХ од 22. септембра и 27. фебруара 2004. године назив је проглашен неуставним, те је одлуком Народне скупштине Републике Српске привремено замијењен називом Оштра Лука.
Током рата у БиХ борбе су вођене и за Оштру Луку, која је при крају рата (током офанзиве Армије РБиХ) пала, али је повраћена противофанзивом Војске Републике Српске.

## Политичко уређење

### Општинска администрација
Начелник општине представља и заступа општину и врши извршну функцију у Оштрој Луци. Избор начелника се врши у складу са изборним Законом Републике Српске и изборним Законом БиХ. Општинску администрацију, поред начелника, чини и скупштина општине. Институционални центар општине Оштра Лука је насеље Оштра Лука, гдје су смјештени сви општински органи.
Начелник општине Оштра Лука је Душко Дошеновић испред Савеза независних социјалдемократа, који је на ту функцију ступио након локалних избора у Босни и Херцеговини 2024. године. Састав скупштине општине Оштра Лука је приказан у табели.

### Повјереништво за Општину Сански Мост
Повјереништво за Општину Сански Мост је формирано 1996. године на основу Тачке 2. Амандмана XXXV на Устав Републике Српске и Тачке 2. Одлуке о образовању повјереништава за општине односно подручја која су у цјелини или дјелимично ушла у састав Федерације БиХ. Повјереништво општине извршава налоге Народне скупштине, Предсједника Републике и Владе Републике Српске и врши послове из надлежности Скупштине општине и Извршног одбора у складу са законом. Сједиште повјереништва је било у Бања Луци.

## Култура
Крсна слава општине је Свети пророк Илија који се слави 2. августа.

## Становништво
|             | 2013.          | 1991.          |
| Укупно      | 2 786 (100,0%) | 2 117 (100,0%) |
| Срби        | 2 580 (92,61%) | 1 407 (66,46%) |
| Хрвати      | 160 (5,743%)   | 401 (18,94%)   |
| Бошњаци     | 23 (0,826%)    | 261 (12,33%)1  |
| Неизјашњени | 12 (0,431%)    | –              |
| Југословени | 3 (0,108%)     | 32 (1,512%)    |
| Непознато   | 3 (0,108%)     | –              |
| Остали      | 3 (0,108%)     | 16 (0,756%)    |
| Црногорци   | 1 (0,036%)     | –              |
| Словенци    | 1 (0,036%)     | –              |

1. 1 На пописима од 1971. до 1991. Бошњаци су пописивани углавном као Муслимани.

## Спорт
Оштра Лука је сједиште фудбалског клуба Подгрмеч.

## Познате личности
- Васо Глушац, бивши српски историчар
- Илија Пантелић, бивши српски фудбалер